# Dáriús Mehrdzsúi
Dáriús Mehrdzsúi, perzsául:  داریوش مهرجویی (Teherán, 1939. december 8. – Karadzs, 2023. október 14.) iráni filmrendező, forgatókönyvíró, az Iráni Művészeti Akadémia tagja.
Alapító tagja volt az 1960-as és 1970-es évek fordulóján induló iráni új hullám mozgalomnak, amelyben Masoud Kimiai és Nasser Taghvai filmrendezői pályafutása is indult. Második filmje, az 1969-es A tehén ennek a korszaknak az egyik első filmje. Legtöbb filmjéhez az irodalom adott ötletet. Iráni és külföldi regényekből és színdarabokból készített filmes adaptációkat.
2022-ben nyilvánosan felszólította az iszlám köztársaság tisztviselőit, hogy a cenzúraellenessége miatt gyilkolják meg. 2023. október 14-én Mehrdzsúit és feleségét halálra késelték otthonukban.

## Életútja

### A kezdetek és tanulmányai
Teheráni középosztálybeli családban született. 
Kezdetben a festészet és a zene iránt mutatott érdeklődést. Szanturon és zongorán tanult játszani. Sokat járt moziba is, különösen az amerikai filmek kötötték le a figyelmét, amelyeket ebben az időben nem szinkronizáltak. Ennek hatására kezdett el angolul tanulni, hogy jobban élvezze a filmeket. Gyerekkorában legerősebben Vittorio De Sica Biciklitolvajok című filmje hatott rá. 12 évesen épített egy 35 mm-es kivetítőt, kéttárcsás filmeket bérelt, és jegyeket árult a környékbeli barátainak. Bár vallásos családban nőtt fel, azt mondta, hogy 15 évesen: "Isten arca fokozatosan homályossá vált számomra, és elvesztettem a hitemet."
1959-ben az Egyesült Államokba költözött, hogy a Los Angeles-i 
Kalifornia Egyetem (UCLA) Filmművészeti Tanszékén tanuljon. Egyik tanára Jean Renoir volt, aki megtanította neki, hogyan kell színészekkel együtt dolgozni.
Ugyanakkor a többi tanárral elégedetlen volt ezért filozófia szakra iratkozott át, ahol 1964-ben diplomázott.
1964-ben indította el saját irodalmi folyóiratát, a Pars Review-t. A magazin célja az volt, hogy a kortárs perzsa irodalmat juttassa el a nyugati olvasókhoz. Ez idő alatt írta meg első forgatókönyvét, amelyből Iránban akart filmet forgatni. 1965-ben visszaköltözött Teheránba, ahol újságíróként és forgatókönyvíróként helyezkedett el. 1966 és 1968 között a Teheráni Idegennyelvi Tanulmányok Központjának tanára volt, ahol irodalom és angol nyelvórákat tartott. A Teheráni Egyetemen keresztül az Audiovizuális Tanulmányok Központjában filmekről és irodalomról is tartott előadásokat.

### Filmes pályafutásának kezdeti évei (1966–1972)
1966-ban készítette első filmjét, Almās 33 (Gyémánt 33) címmel, amely a James Bond-filmek nagy költségvetésű paródiája volt. A film pénzügyi szempontból veszteséges volt. Második játékfilmje, a A tehén (Gāv) azonban hazai és nemzetközi elismerést hozott számára. A film egy szimbolikus dráma, egy egyszerű falusi emberről, aki szinte mitikus módon kötődik a tehenéhez.

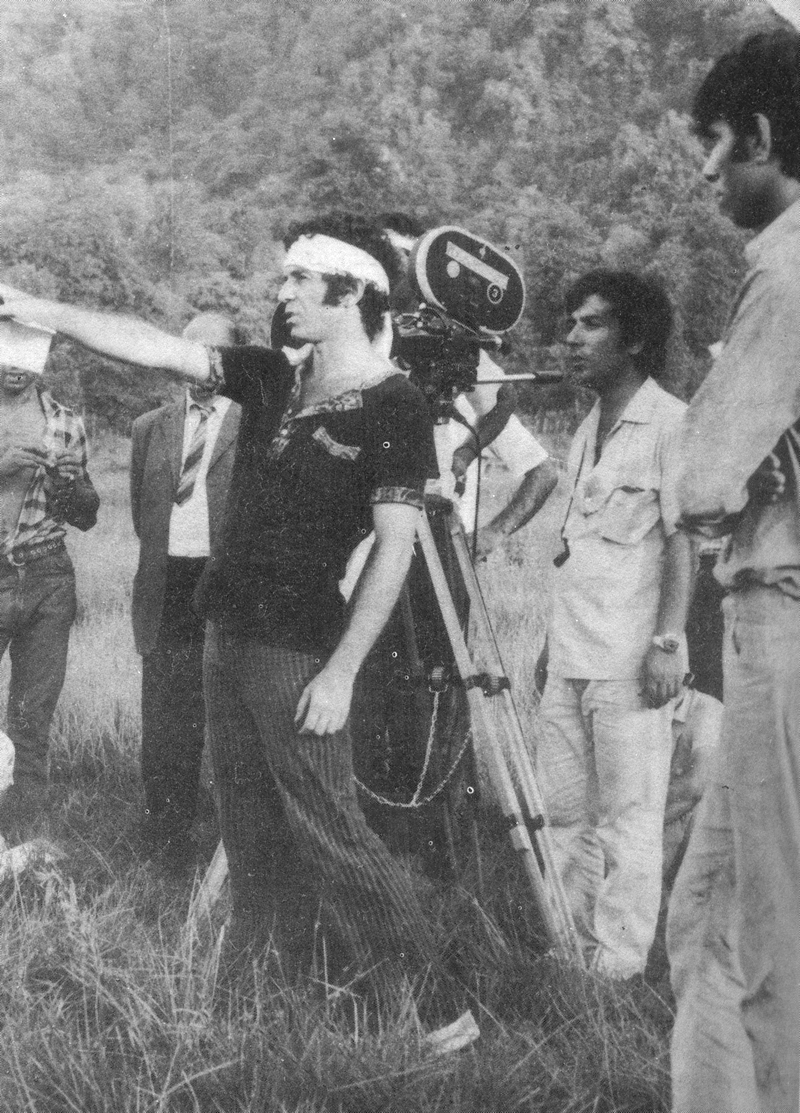
A Postchi forgatása közben (1971)

A film Golám Hoszejn Száedi novellájából készült, aki Mehrdzsúi barátja volt. A forgatókönyvet közösen írták meg. Száedi révén ismerkedett meg Ezzatolah Entezami és Ali Nassirian színészekkel, akik az író egyik színpadi darabjában szerepeltek. Mehrdzsúi Entezamival és Nassiriannal egész pályafutása alatt együtt dolgozott. A film zenéjét Hormuz Farhat szerezte. A film 1969-ben készült el.
A filmet több mint egy évre betiltotta a Kulturális és Művészeti Minisztérium, annak ellenére, hogy Iránban az első két film egyike volt, amely állami támogatásban részesült. Ez valószínűleg annak volt köszönhető, hogy Száedi ellentmondásos alak volt Iránban. Munkája során erősen bírálta a Pahlavi-kormányt, és tizenhatszor tartóztatták le. Amikor végül 1970-ben bemutatták, jó kritikákat kapott, és díjat nyert a Kulturális Minisztérium filmfesztiválján, de külföldi bemutatását továbbra is megtiltották. 1971-ben a filmet kicsempészték Iránból, és beküldték a Velencei Filmfesztiválra, ahol programon kívül, feliratozás nélkül vetítették és a fesztivál egyik jelentős eseményévé vált. Elnyerte a Nemzetközi Kritikusok Díját Velencében, majd ugyanebben az évben Entezami elnyerte a legjobb színésznek járó díjat a Chicagói Nemzetközi Filmfesztiválon.
Masoud Kimiai Qeysar és Nasser Taghvai Nyugalom mások jelenlétében című filmje mellett A tehén című film indította el az iráni újhullám mozgalmat  az iráni filmtörténetben.
Amíg A tehén bemutatására várt, Mehrdzsúi két másik film rendezésével volt elfoglalva. 1970-ben leforgatta az Āghā-ye Hallou című vígjátékot, amelyben Ali Nassirian játszotta főszerepet, akivel a forgatókönyvet közösen írta. A film kapcsán azt mondta, hogy "A tehén című filmmel kapcsolatos összes cenzúraprobléma után egy problémamentes filmet akart csinálni." Az Āghā-ye Hallou-t 1971-ben a teheráni Sepas Filmfesztiválon mutatták be, ahol a legjobb filmnek és a legjobb rendezőnek járó díjat nyerte el. Ugyanebben az évben a 7. Moszkvai Nemzetközi Filmfesztiválon is bemutatták.
1970-ben a kaliforniai Berkeley-be utazott, ahol elkezdte írni Georg Büchner Woyzeck című művének adaptációját modern iráni környezetbe helyezve. Később, még ebben az évben hazatért, hogy leforgassa a Postchit (A postás) című filmet, amelyben Nassirian, Entezami és Jaleh Sam szerepelt. Ez a film is ugyanazokkal a cenzúraproblémákkal küzdött, mint A tehén, de végül 1972-ben bemutatták. Iránban az 1. Teheráni Nemzetközi Filmfesztivál és a Sepas Filmfesztivál programjában szerepelt. Nemzetközi szinten a Velencei Filmfesztiválon mutatták be, a 22. Berlini Nemzetközi Filmfesztiválon Interfilm-díjat kapott, és az 1972-es Cannes-i Filmfesztiválon, ahol a Filmkészítők Kéthete keretében mutatták be.

### Az 1973–1978 közötti időszak

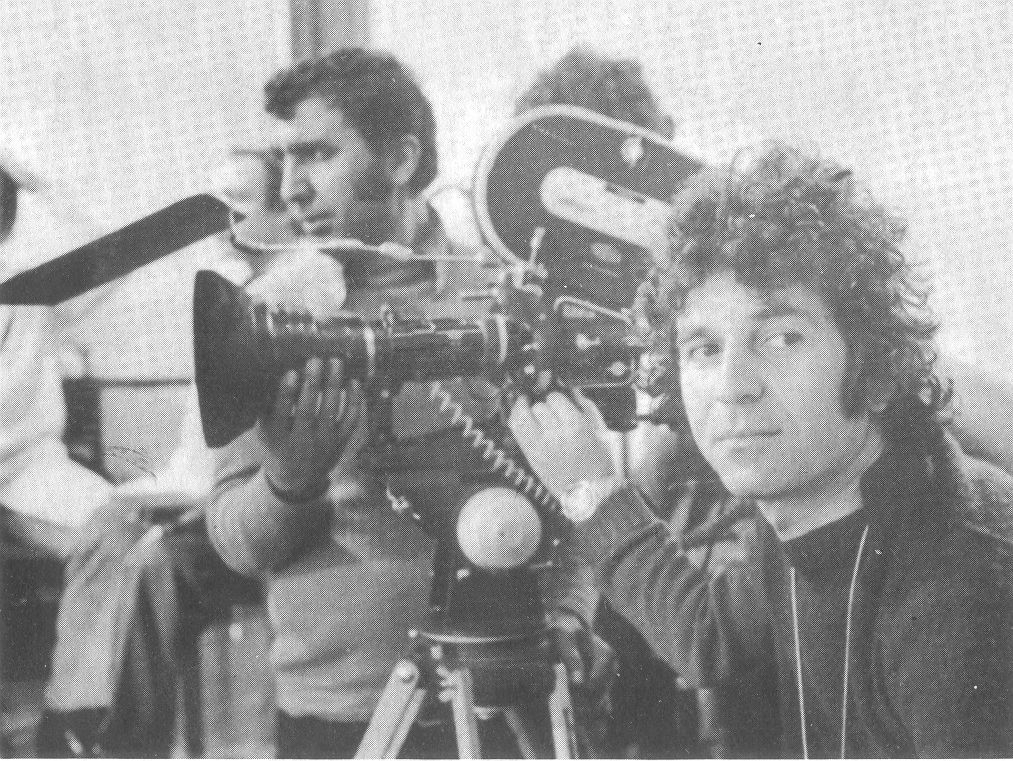
A Körforgás forgatása közben (1974)

1973-ban kezdte el rendezni legelismertebb filmjét, a Körforgást. A film ötlete egy barátjától származik, aki azt javasolta neki, hogy ismerje meg az iráni feketepiacot és az illegális vérkereskedelmet. Az ötlet alapján Száedi színdarabot írt a témában, ami a forgatókönyv alapja lett, amelyet a Kulturális Minisztériumnak jóvá kellett hagynia a gyártás megkezdése előtt. Az iráni orvosi közösség nyomására a jóváhagyás egy évig is elhúzódott, míg 1974-ben Mehrdzsúi elkezdte forgatni a filmet.
A filmet a Kulturális Minisztérium társszponzorálta, de az iráni egészségügyi rendszer vezetőinek az ellenállásába ütközött, és három évre betiltották. Végül 1977-ben mutatták be a Carter-adminisztráció nyomásának segítségével Párizsban. A film 1978-ban a Filmkritikusok Nemzetközi Szövetségének díját nyerte el a Berlini Filmfesztiválon.
Ez idő alatt Irán nagy politikai változásokon ment keresztül. Az 1979-es iráni forradalomhoz vezető események a szigorú cenzúratörvények fokozatos fellazulását okozták, amihez Mehrdzsúi és más művészek is nagy reményeket fűztek.
Amíg a Körforgás bemutatására várt, több dokumentumfilmen is dolgozott. Az Iráni Vérátömlesztési Központ megbízásából három rövid dokumentumfilmet készített a biztonságos és egészséges véradásról. A filmeket az Egészségügyi Világszervezet (WHO) több országban is használta éveken át. 1978-ban az iráni egészségügyi minisztérium megbízta, hogy készítsen dokumentumfilmet a veseátültetésekről.

### Az 1979-es iráni forradalom után
Az iráni forradalom 1978-ban tört ki sztrájkokkal és tüntetésekkel Mohammad Reza Pahlavi sah elnyomó, az ország gazdaságának súlyos károkat okozó, korrupt uralma ellen. Az iráni monarchia 1979. február 11-én omlott össze, amikor a lázadó csapatok fegyveres utcai harcokban legyőzték a sahhoz hű csapatokat. Irán 1979. április 1-jén népszavazáson megszavazta az iszlám köztársasággá válását, és az új teokratikus alkotmány jóváhagyását, amelynek értelmében 1979 decemberében Homeini lett az ország legfelsőbb vezetője.
Mehrdzsúi lelkesen részt vett a forradalomban, filmen megörökítve a napi eseményeket. A forradalom után megszűnt a Pahlavi-rezsim cenzúrája, és egy ideig a művészi szabadság virágzásnak indult az országban. A Homeini-kormány azonban új, saját cenzúraszabályokat vezetett be Iránban, különösen olyan törvényeket, amelyek összhangban vannak az iszlám joggal. Azt is megkövetelték, hogy minden film forgatása alatt jelen legyen egy kormánytisztviselő.
Ezután, 1980-ban rendezte a Hayāt-e Poshti Madrese-ye Adl-e Afagh (Az iskola, ahová jártunk) című filmjét, amely középiskolások egy csoportjáról szól, akik egyesítik erőiket, és fellázadnak a tekintélyes és bántalmazó iskolaigazgatójuk ellen. A forradalom allegóriájának tekintett filmről Hagir Daryoush filmkritikus azt írta, hogy az új rezsim propagandája és ezért bírálta mind a filmet, mind a rendezőt is.
1981-ben családjával Párizsba utazott, és több éven át ott is maradt, több más iráni menekülttel együtt. Ez idő alatt 1983-ban egy nagyjátékfilmet készített Arthur Rimbaud költőről a francia televízió számára Voyage au Pays de Rimbaud címmel. Az 1983-as Velencei és a Londoni Filmfesztiválon is bemutatásra került. 1985-ben családjával visszatért Iránba, és az új rezsim alatt folytatta filmes karrierjét.
Az 1989-es Hamoun című filmjében egy értelmiségi portréján keresztül mutatja be nemzedéke forradalom utáni életét, amely darabokra hullik és a politika felől a miszticizmus felé fordul. Az iráni havonta megjelenő filmművészeti folyóirat olvasói és munkatársai a Hamount választották minden idők legjobb iráni filmjének.
1995-ben elkészítette a Pari című filmet, J. D. Salinger Franny és Zooey című könyvének jogosulatlan laza filmadaptációját. Ugyan a film legálisan terjeszthető Iránban, mivel az országnak nincs hivatalos szerzői jogi kapcsolata az Egyesült Államokkal, Salinger ügyvédjei 1998-ban megakadályozták a film tervezett vetítését a New York-i Lincoln Centerben.  Mehrdzsúit megdöbbentette Salinger közbelépése, mert filmjét egyfajta kulturális csereprogramnak tekintette. Ennek hatására készült az 1997-es melodráma, a Leilā című film, amelyben egy városi, felső-középosztálybeli házaspár megtudja, hogy a feleség nem tud gyermeket szülni.
Utolsó filmjét LA minor címmel 2019-ben mutatták be.

## Halála
Dáriús Mehrdzsúit és feleségét halálra késelve találták meg 2023. október 14-én meskindesti házukban. A hatóságok sem az elkövetők kilétét, sem indítékukat nem hozták nyilvánosságra. A gyilkosságot megelőzően Mehrdzsúi felesége a közösségi médiában tette közzé a névtelen fenyegetéseket, amelyeket kaptak, köztük egy nem iráni személy késsel való fenyegetéseit. Október 17-én az iráni rendőrség letartóztatott tíz személyt, akiket azzal gyanúsítanak, hogy részt vettek a gyilkosságokban.

## Filmjei
- Almās 33 (1967, író is)
- A tehén(wd) (Gāv) (1969, író is)[31]
- Āghā-ye Hallou (1970, író is)
- Postchi (1972, író is)

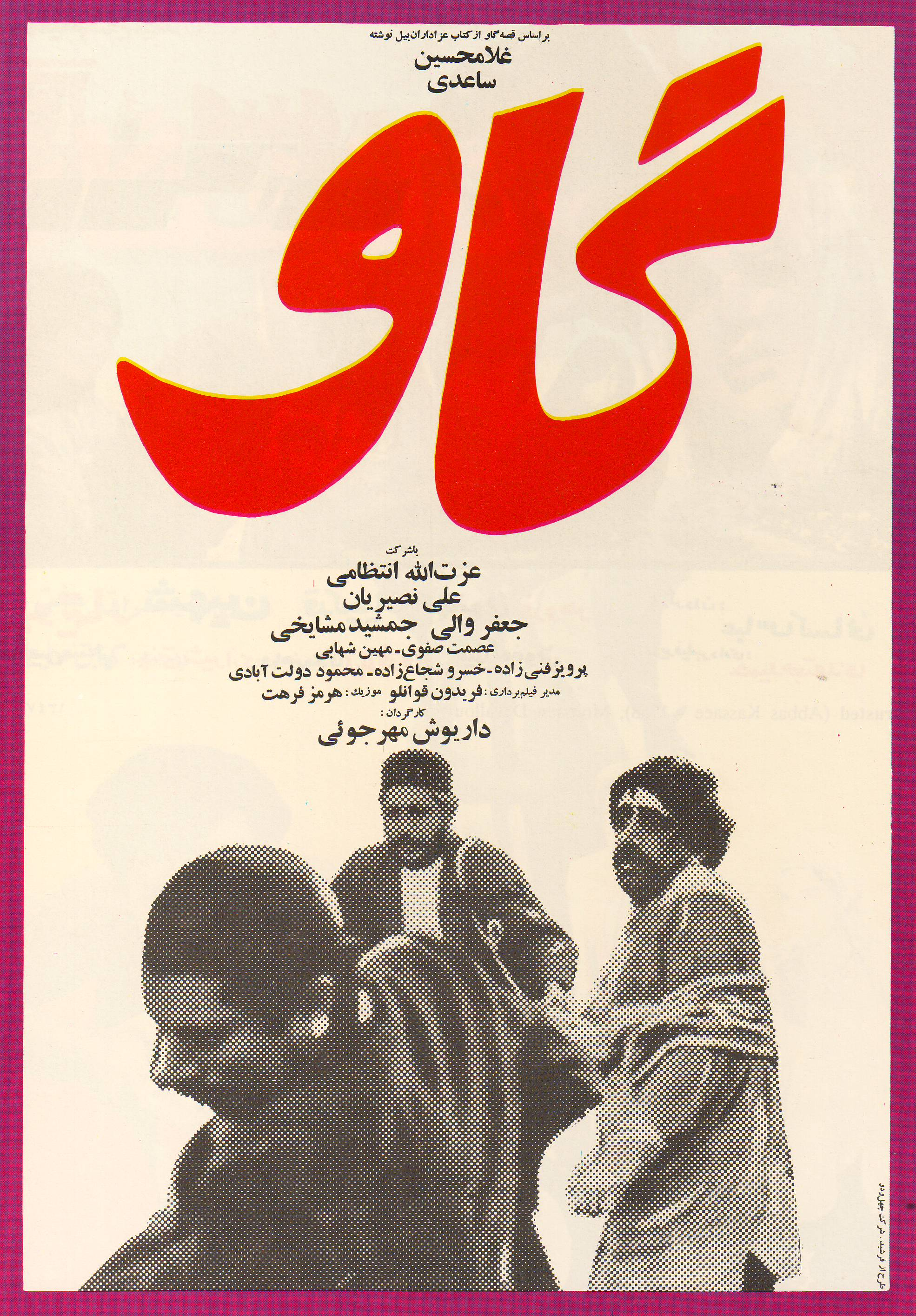
A A tehén (Gāv) plakátja

- Körforgás(wd) (Dāyereh minā) (1977, író is)[31]
- Hayāt-e Poshti Madrese-ye Adl-e Afagh (1980, író is)
- Voyage au pays De Rimbaud (1983, író is)
- Ejareh Neshīn-hā (1987, író is)
- Shirak (1988, író is)
- Hāmūn (1990, író is)
- Bānū (1992)
- Sārā (1993, író is)
- Parī (1995, író is)
- Leilā (1997, író is)
- Derakht-e Golābī (1998, író is)
- The Mix (2000, író is)
- Tales of an Island (2000, író is)
- Bemāni (2002, író is)
- A mama vendégei(wd) (Mehmān-e Māmān) (2004, forgatókönyvíró is)
- Santūrī (2007, író is)
- Persian Carpet (2007)
- Tehran, Tehran (2010)
- Aseman-e mahboob (2011, író is)
- Hame-dana (2011)
- Narenji Poush (2012, író is)
- Che khoobe ke bargashti (2013, író is)
- Ašbāh (2014, író is)
- LA Minor (2022, író is)

## Díjai, elismerései
Pályafutása alatt összesen 49 hazai és nemzetközi díjjal ismerték művészetét. Többek, között:
- Arany Kagyló, San Sebastián-i Nemzetközi Filmfesztivál (1993, a Sārā című filmért)
- Hugo-díj, Chicagói Nemzetközi Filmfesztivál (1998)
- Crystal Simorgh, FAJR Nemzetközi Filmfesztivál, Teherán (2004)
- Jereváni Nemzetközi Filmfesztivál (2008, életműdíj)
- Diorama Nemzetközi Filmfesztivál (2019, életműdíj)

## Fordítás
Ez a szócikk részben vagy egészben  a   Dariush Mehrjui) című angol Wikipédia-szócikk ezen változatának fordításán alapul.  Az eredeti cikk szerkesztőit annak laptörténete sorolja fel. Ez a jelzés csupán a megfogalmazás eredetét és a szerzői jogokat jelzi, nem szolgál a cikkben szereplő információk forrásmegjelöléseként.